# 秋人
秋人（あきひと、1965年（昭和40年）5月12日 - ）は、日本のアーティスト、ロック歌手。京都市出身。3人兄弟の長男。剣道初段（山科剣友会出身）。Star Light Stage代表。京都市「DO YOU KYOTO?」大使。

## 主な活動
- 1987年（昭和62年） - 大村篤史らとロックバンド「Roose」で活動開始。担当はリードボーカル。また作詞も手がける。
- 1990年（平成2年） - YAHAMA BEX（元ポプコン）でグランプリを獲得。
- 1992年（平成4年） - 「Roose」を解散。ソロ活動を始める。
- 2002年（平成14年） - 佐々木清次とユニット「さんじゅうしち☆はち」を結成し活動を始める。

## CD
- 1996年（平成8年） - 回れ僕の世界
- 1999年（平成11年） - ミルマエニトベ
- 2000年（平成12年） - 秋人LIVE
- 2002年（平成14年） - Will Be So Good!
- 2005年（平成17年） - 旅路（FFAレーベルから発売され事実上のメジャーデビュー）

この他にも2001年（平成13年）に「アコースティックパワーインカンサイ」に秋人の曲が収録されている。

## ラジオ
- 秋人の向こう三軒向日市ラジオ（fm GIG　水曜 19：30 - 20:00、2014年1月 - ）
- 秋人のスイハチRADIO（fm GIG　水曜 20：00 - 20:55、2014年1月 - ）

終了したラジオ番組
- 秋人的 音楽生活'アッキーウッキーマンデー'（KBS京都ラジオ　土曜日23：00 - 23:30、2000年 - ）
- 秋人のスターダストガーデン（KBS京都　土曜日23：00 - 23:30→月曜19:30～20:00、2003年 - 2012年3月26日）2010年4月5日から月曜に移動
- ラジオの達人　水谷ひろしの夜はこれから（コーナー担当）MBSラジオ　水曜日25:30 - 28:30
- 滝トールのおつかれさん!（KBS京都　火曜日18：00 - 、2012年4月3日 - 2013年3月26日）「週間秋人タイムス！」のコーナー
- CRK MUSIC HEADS（ラジオ関西　木曜 22：00 - 24:00、2013年4月3日 - ）

## USTREAM
- 池田聡、秋人の『京都でしっぽりカフェ』

## 関連人物
- 佐々木清次
- 茶木みやこ - 作品を提供している。
- あらい舞
- 大村篤史

2005年（平成17年）に秋人はあらい舞と4回ジョイントライブをしている。